# غاسبار بايز
غاسبار بايز (بالإسبانية: Gaspar Páez)‏ هو لاعب كرة قدم أرجنتيني في مركز الهجوم، ولد في 16 أغسطس 1986 في لابلاتا في الأرجنتين. لعب مع ديبورتيس ماجالانز وديفينسوريس دي بيلغرانو.

## وصلات خارجية
- غاسبار بايز على موقع قاعدة بيانات كرة القدم.إي يو (الإنجليزية)
- غاسبار بايز على موقع Soccerway.com (الإنجليزية)
- غاسبار بايز على موقع AS.com (الإسبانية)